# Gasthof „Zum Römer“
Der Gasthof „Zum Römer“ steht im Stadtteil Oberlößnitz der sächsischen Stadt Radebeul, in der August-Bebel-Straße 30 bzw. der Maxim-Gorki-Straße 40. In dem denkmalgeschützten Anwesen befindet sich die Gaststätte „Zum Römer“.

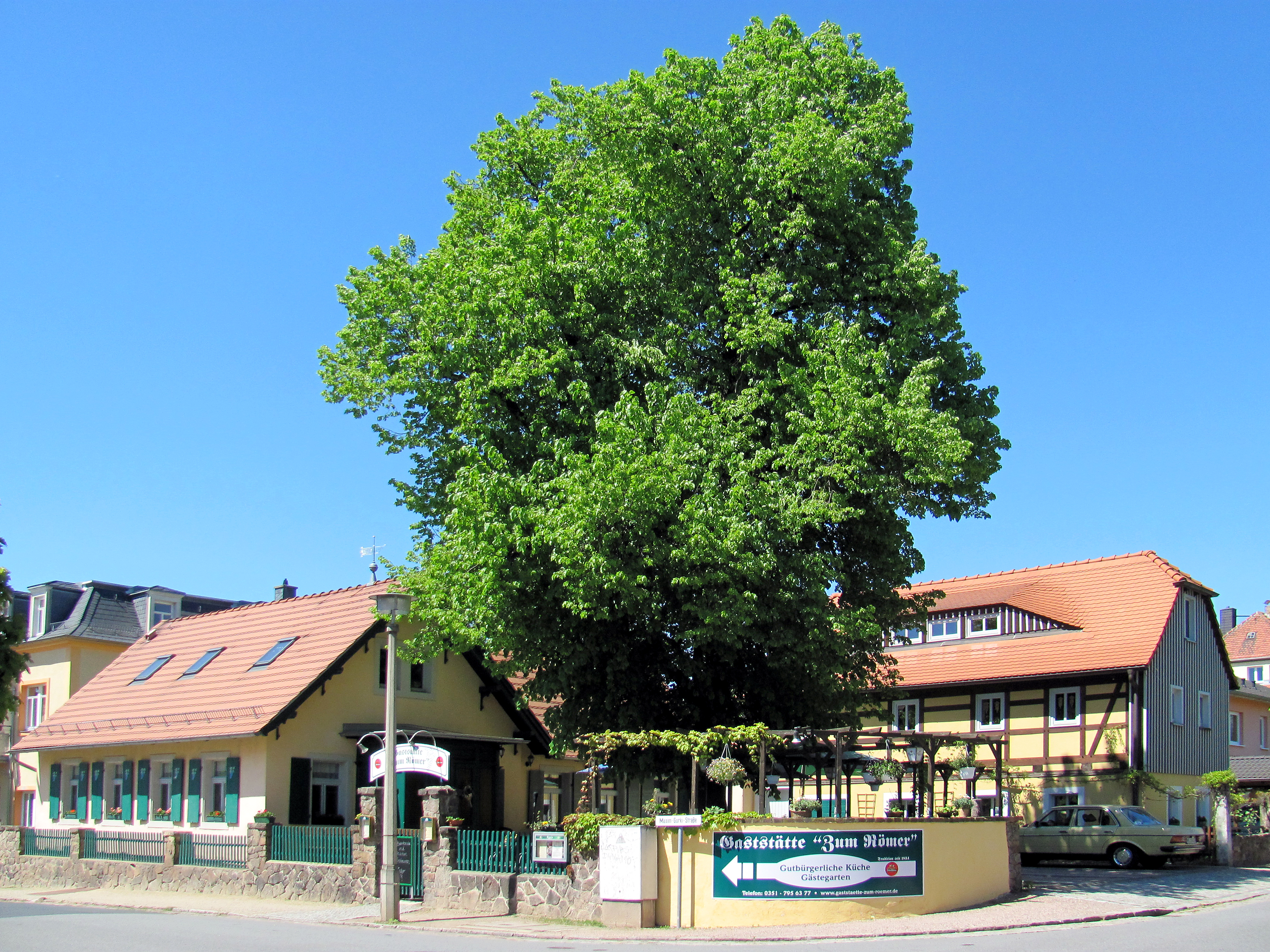
Gaststätte „Zum Römer“; das Haupthaus liegt rechts an der August-Bebel-Straße

## Beschreibung
Die denkmalgeschützte Gebäudegruppe liegt auf einem Eckgrundstück zur August-Bebel-Straße im Osten bzw. der Maxim-Gorki-Straße im Süden. Die Gebäude liegen an den anderen Seiten eines rechteckigen Wirtshofes zur Kreuzung; das zweigeschossige Haupthaus im Norden (August-Bebel-Straße 30) und das eingeschossige Nebengebäude mit Verbindungsbau im Westen (Maxim-Gorki-Straße 40).
Das zweigeschossige Haupthaus steht giebelständig zur Straße. Es hat ein massives, verputztes Erdgeschoss und ein Obergeschoss aus Fachwerk, welches zur Straße hin verbrettert ist. Obenauf sitzt ein ziegelgedecktes Krüppelwalmdach, in dem sich auf der Hofseite ein Dachhecht befindet.
Das eingeschossige Nebengebäude steht traufständig zur Straße, mit dem Haupthaus durch einen eingeschossigen Zwischenbau verbunden. Das Satteldach ist ebenfalls ziegelgedeckt, die Giebelseite weist einen Sparrengiebel auf. In den verputzten Fassaden finden sich von Sandstein eingefasste Fenster mit Klappläden.
Die Einfriedung besteht aus einer Bruchsteinmauer, in die etwa halbhoch Holzzaunfelder eingelassen sind. Dazu kommt eine hölzerne Hofpforte zwischen zwei höheren Bruchsteinpfeilern. Die Einfriedungsmauer an der Ecke ist ausgerundet und verputzt.

## Geschichte
Das Hauptgebäude wurde 1834 durch den Weinbergsbesitzer Joh. Daniel Hübler erbaut, nach dem die Restauration lange Zeit Hüblers Gaststätte hieß.
Nachfolger wurde Willy Lubwitz, der dort neben dem Gast- und dem Vereinszimmer auch eine Tanzdiele betrieb, auf der täglich Unterhaltungsmusik gespielt wurde und sonntags „vornehmer Tanz“ stattfand. Die Nebengebäude und Erweiterungen stammen aus der Zeit vom Ende des 19. Jahrhunderts. Nach dem Umbau gab er der Lokalität den Namen „Zum Römer“. Als Lubwitz zum Kriegsdienst eingezogen wurde, führte seine Ehefrau den Betrieb weiter, musste später jedoch aufgeben.
Heinrich Kirchner eröffnete 1945 die Gaststätte erneut, die unter wechselnden Besitzern bis 1992 betrieben werden konnte. Dann jedoch blieben Haus und Grundstück dem Verfall überlassen.
Im Jahr 2000 erwarb ein neuer Gastwirt das Anwesen und restaurierte es bis 2004 umfassend. Im Oktober 2004 wurde das Gasthaus nebst Biergarten mit großen Linden unter dem alten Namen „Zum Römer“ wiedereröffnet.